# Bilebante
Bilebante is een bestuurslaag in het regentschap Centraal-Lombok van de provincie West-Nusa Tenggara, Indonesië. Bilebante telt 3130 inwoners (volkstelling 2010).